# 智利山鱂
智利山鱂為輻鰭魚綱鯉齒目鯉齒亞目鯉齒鱂科的其中一種，分布於南美洲智利Ascotán湖流域，體長可達7.5公分，棲息在中底層水域。

## 擴展閱讀
維基物種上的相關：智利山鱂